# Mistrzostwa Świata w Lekkoatletyce 2011 – bieg na 800 m kobiet
Bieg na 800 metrów kobiet – jedna z konkurencji rozegranych w ramach lekkoatletycznych mistrzostw świata na Daegu Stadium w Daegu. 
Obrończynią tytułu mistrzowskiego z 2009 roku była reprezentantka RPA Caster Semenya. Według stanu przed mistrzostwami: rekordzistką świata w biegu na 800 metrów była Jarmila Kratochvílová (1:53,28 – 26 lipca 1983, Monachium), a najszybszą zawodniczką na świecie w sezonie 2011 była Rosjanka Marija Sawinowa (1:56,95 – 22 lipca 2011, Czeboksary). 
Bieg wygrała Marija Sawinowa, ale 10 lutego 2017 Sportowy Sąd Arbitrażowy (CAS) zakazał występów Sawinowej przez 4 lata, dodatkowo unieważniono rezultaty Sawinowej od 26 lipca 2010 do 19 sierpnia 2013 roku, przez co złoty medal na tych mistrzostwach został odebrany Sawinowej, który wskutek unieważnienia rezultatu Sawinowej otrzymała Caster Semenya. 

## Terminarz
| Data       | Godzina |            |
| ---------- | ------- | ---------- |
| 1 września | 11:40   | Eliminacje |
| 2 września | 19:45   | Półfinał   |
| 4 września | 20:15   | Finał      |

## Rezultaty

### Eliminacje
Biegi eliminacyjne odbyły się 1 września. Wystartowało w nich 36 zawodniczek. Bezpośrednio do półfinałów awansowały cztery najlepsze zawodniczki każdego z pięciu biegów (Q) oraz cztery zawodniczki z najlepszymi czasami (q).

#### Bieg 1
| Poz. | Zawodniczka         | Narodowość        | Tor | Rezultat | Uwagi |
| ---- | ------------------- | ----------------- | --- | -------- | ----- |
| 1    | Jennifer Meadows    | Wielka Brytania   | 7   | 2:01,11  | Q     |
| 2    | Maggie Vessey       | Stany Zjednoczone | 5   | 2:01,32  | Q     |
| 3    | Rosibel García      | Kolumbia          | 4   | 2:01,33  | Q, SB |
| 4    | Eunice Jepkoech Sum | Kenia             | 4   | 2:01,37  | Q     |
| 5    | Egle Balciünaité    | Litwa             | 3   | 2:02,88  |       |
| 6    | Yvonne Hak          | Holandia          | 1   | 2:03,05  |       |
| -    | Julija Rusanowa     | Rosja             | 6   | 2:01,38  | DSQ   |

#### Bieg 2
| Poz. | Zawodniczka       | Narodowość       | Tor | Rezultat | Uwagi |
| ---- | ----------------- | ---------------- | --- | -------- | ----- |
| 1    | Kenia Sinclair    | Jamajka          | 4   | 2:01,66  | Q     |
| 2    | Halima Hachlaf    | Maroko           | 8   | 2:01,80  | Q     |
| 3    | Julija Krewsun    | Ukraina          | 3   | 2:01,88  | Q     |
| 4    | Maryna Arzamasawa | Białoruś         | 2   | 2:01,97  | Q     |
| 5    | Fantu Magiso      | Etiopia          | 7   | 2:02,58  | q     |
| 6    | Merve Aydin       | Turcja           | 5   | 2:04,88  |       |
| 7    | Yeon-jung Huh     | Korea Południowa | 6   | 2:08,05  |       |
| 8    | Zourah Ali        | Dżibuti          | 1   | 2:36.36  | PB    |

#### Bieg 3
| Poz. | Zawodniczka               | Narodowość        | Tor | Rezultat | Uwagi |
| ---- | ------------------------- | ----------------- | --- | -------- | ----- |
| 1    | Janeth Jepkosgei Busienei | Kenia             | 2   | 1:59,36  | Q     |
| 2    | Alysia Montano            | Stany Zjednoczone | 4   | 2:01,88  | Q     |
| 3    | Marilyn Okoro             | Wielka Brytania   | 7   | 1:59,74  | Q     |
| 4    | Luiza Gega                | Albania           | 1   | 2:03,21  |       |
| 5    | Margarita Matsko          | Kazachstan        | 6   | 2:04,24  |       |
| 7    | Tetiana Petluk            | Ukraina           | 3   | DNF      |       |
| -    | Jekatierina Kostecka      | Rosja             | 5   | 1:59,61  | DSQ   |

#### Bieg 4
| Poz. | Zawodniczka       | Narodowość        | Tor | Rezultat | Uwagi |
| ---- | ----------------- | ----------------- | --- | -------- | ----- |
| 1    | Caster Semenya    | Południowa Afryka | 4   | 2:01,01  | Q     |
| 2    | Cherono Koech     | Kenia             | 5   | 2:01,03  | Q     |
| 3    | Alice Schmidt     | Stany Zjednoczone | 6   | 2:01,11  | Q     |
| 4    | Emma Jackson      | Wielka Brytania   | 1   | 2:01,17  | q     |
| 5    | Tintu Luka        | Indie             | 2   | 2:01,89  | q     |
| 6    | Trương Thanh Hằng | Wietnam           | 7   | 2:03,52  |       |
| -    | Marija Sawinowa   | Rosja             | 3   | 2:01,01  | DSQ   |

#### Bieg 5
| Poz. | Zawodniczka       | Narodowość    | Tor | Rezultat | Uwagi |
| ---- | ----------------- | ------------- | --- | -------- | ----- |
| 1    | Annet Negesa      | Uganda        | 6   | 2:02,75  | Q     |
| 2    | Zahra Bouras      | Algieria      | 1   | 2:02,77  | Q     |
| 3    | Lucia Klocová     | Słowacja      | 3   | 2:02,81  | Q     |
| 4    | Lilija Łobanowa   | Ukraina       | 7   | 2:02,84  | Q     |
| 5    | Nikki Hamblin     | Nowa Zelandia | 2   | 2:02,87  |       |
| 6    | Lemlem Bereket    | Kanada        | 4   | 2:04,88  |       |
| 7    | Swiatłana Usowicz | Białoruś      | 5   | 2:05,62  |       |

### Półfinał
Biegi półfinałowe odbyły się 2 września. Wystartowało w nich 24 zawodniczki. Bezpośrednio do finału awansowały dwie najlepsze zawodniczki każdego z trzech biegów (Q) oraz dwie zawodniczki z najlepszymi czasami, które zajęły dalsze miejsca (q).

#### Bieg 1
| Poz. | Zawodniczka         | Narodowość        | Tor | Rezultat | Uwagi |
| ---- | ------------------- | ----------------- | --- | -------- | ----- |
| 1    | Maggie Vessey       | Stany Zjednoczone | 4   | 1:58,98  | Q     |
| 2    | Jennifer Meadows    | Wielka Brytania   | 6   | 1:59,07  |       |
| 3    | Eunice Jepkoech Sum | Kenia             | 8   | 1:59,94  |       |
| 4    | Rosibel García      | Kolumbia          | 2   | 2:00,79  | SB    |
| 5    | Annet Negesa        | Uganda            | 1   | 2:01,51  |       |
| 6    | Maryna Arzamasawa   | Białoruś          | 7   | 2:02,13  |       |
| -    | Halima Hachlaf      | Maroko            | 5   | DNF      |       |
| -    | Julija Rusanowa     | Rosja             | 3   | 1:58,73  | DSQ   |

#### Bieg 2
| Poz. | Zawodniczka               | Narodowość        | Tor | Rezultat | Uwagi |
| ---- | ------------------------- | ----------------- | --- | -------- | ----- |
| 1    | Janeth Jepkosgei Busienei | Kenia             | 5   | 1:58,50  | Q, SB |
| 2    | Alysia Montano            | Stany Zjednoczone | 4   | 1:58,67  | q     |
| 3    | Lilija Łobanowa           | Ukraina           | 6   | 1;59,38  |       |
| 4    | Emma Jackson              | Wielka Brytania   | 2   | 1:59,77  | PB    |
| 5    | Tintu Luka                | Indie             | 1   | 2:00,95  | SB    |
| 6    | Lucia Klocová             | Słowacja          | 8   | 2:01,85  |       |
| 7    | Zahra Bouras              | Algieria          | 7   | 2:36.36  |       |
| -    | Marija Sawinowa           | Rosja             | 3   | 1:58,45  | DSQ   |

#### Bieg 3
| Poz. | Zawodniczka           | Narodowość        | Tor | Rezultat | Uwagi |
| ---- | --------------------- | ----------------- | --- | -------- | ----- |
| 1    | Caster Semenya        | Południowa Afryka | 4   | 1:58,07  | Q, SB |
| 2    | Kenia Sinclair        | Jamajka           | 5   | 1:58,93  | q     |
| 3    | Fantu Magiso          | Etiopia           | 1   | 1:59,17  | NR    |
| 4    | Alice Schmidt         | Stany Zjednoczone | 6   | 2:01,16  |       |
| 5    | Cherono Koech         | Kenia             | 2   | 2:01,48  |       |
| 6    | Marilyn Okoro         | Wielka Brytania   | 7   | 2:01,54  |       |
| 7    | Julija Krewsun        | Ukraina           | 8   | 2:01,37  |       |
| -    | Jekatierina Kostiecka | Rosja             | 3   | 1:58,64  | DSQ   |

### Finał
| Poz. | Zawodnik                  | Reprezentacja     | Czas    | Uwagi                     |
| ---- | ------------------------- | ----------------- | ------- | ------------------------- |
|      | Caster Semenya            | Południowa Afryka | 1:56,35 | Najlepszy wynik w sezonie |
|      | Janeth Jepkosgei Busienei | Kenia             | 1:57,42 | Najlepszy wynik w sezonie |
|      | Alysia Montano            | Stany Zjednoczone | 1:57,48 | Najlepszy wynik w sezonie |
| 4    | Maggie Vessey             | Stany Zjednoczone | 1:58,50 | Najlepszy wynik w sezonie |
| 5    | Kenia Sinclair            | Jamajka           | 1:58,66 |                           |
| -    | Marija Sawinowa           | Rosja             | 1:55,87 | DSQ                       |
| -    | Jekatierina Kostecka      | Rosja             | 1:57,82 | DSQ                       |
| -    | Julija Rusanowa           | Rosja             | 1:59,74 | DSQ                       |